# Fabrizio Giovanardi

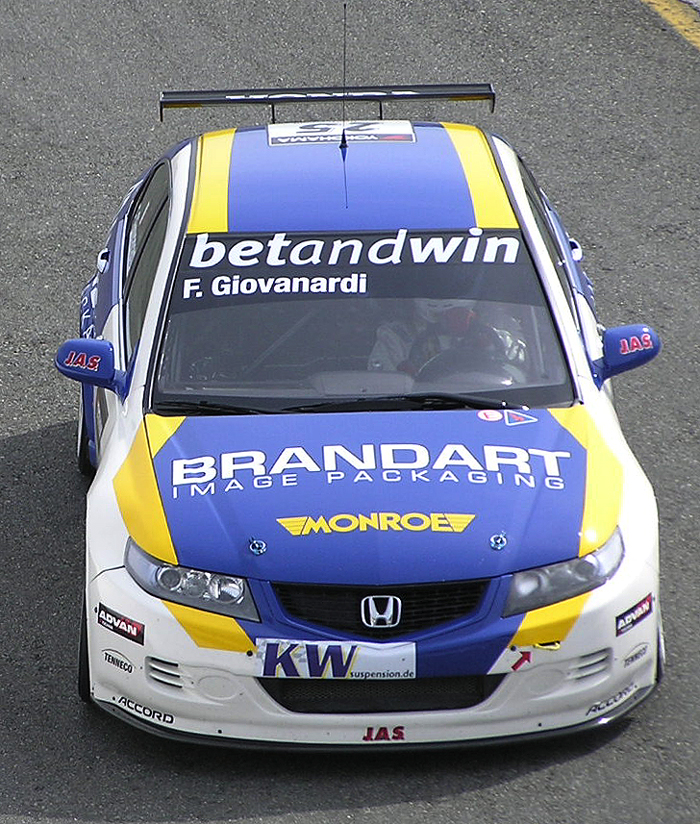
Giovanardi en 2006 à Curitiba, sur Honda Accord Euro R.

Fabrizio Giovanardi est un pilote automobile italien né le 14 décembre 1966 à Sassuolo.
Il s'est imposé en tourisme dans trois championnats nationaux différents (Espagne, Italie et Grande-Bretagne), ainsi qu'en coupe et championnat d'Europe.

## Carrière automobile
- 1983 - 1987 : Karting
- 1988 : 3e du championnat de Championnat d'Italie de Formule 3 (2 victoires)
- 1989 : 10e en championnat Formule 3000 (1 victoire)
- 1990 : 10e en championnat Formule 3000
- 1991 : 11e en championnat Formule 3000, 4e B du Championnat Italien de Supertourisme
- 1992 : Champion B du Championnat Italien de Supertourisme (classe S2)
- 1993 : Vice-champion du Championnat Italien de Supertourisme (5 victoires)
- 1994 : 3e du Championnat Italien de Supertourisme
- 1995 : 3e du Championnat Italien de Supertourisme (1 victoire)
- 1996 : 5e du Championnat Italien de Supertourisme (2 victoires), 6e du Championnat Espagnol de Supertourisme (3 victoires)
- 1997 : Vice-champion du Championnat Italien de Supertourisme (5 victoires), Champion Championnat Espagnol de Supertourisme (3 victoires, seul étranger à s'y être imposé)
- 1998 : Champion Championnat Italien de Supertourisme (9 victoires)
- 1999 : Champion Championnat Italien de Supertourisme (7 victoires), 1 victoire en DTM
- 2000 : Vainqueur Coupe d'Europe de Supertourisme (Euro STC) (5 victoires)
- 2001 : Vainqueur Coupe d'Europe de Supertourisme (Euro STC) (3 victoires), 2e des 24 Heures de Sicile
- 2002 : Champion ETCC (9 victoires)
- 2003 : 9e du championnat ETCC
- 2004 : 5e du championnat ETCC (1 victoire)
- 2005 : 3e du championnat WTCC (4 victoires)
- 2006 : 5e du championnat BTCC (2 victoires)
- 2007 : Champion BTCC (10 victoires)
- 2008 : Champion BTCC (5 victoires)
- 2009 : 3e du championnat BTCC (5 victoires)
- 2010 : 4 victoires en Superstars International Series (en), 2 victoires en BTCC
- 2011 : Vainqueur Coupe d'Europe des voitures de tourisme catégorie Super 2000 (1 victoire), 1 victoire en Championnat de Scandinavie des voitures de tourisme
- 2012 : Vainqueur des 24 Heures du Nürburgring catégorie E1-XP

(bilan tourisme au 31/12/2014: 88 victoires, dont 24 britanniques, 18 européennes -8+10-, 29 italiennes, 6 espagnoles, 4 mondiales, 4 superstars, 1 allemande, 1 scandinave et 1 S2000)

## Palmarès
- Formule 3 Italienne : 2 victoires
- Formule 3000 : 1 victoire
- Championnat italien de Supertourisme : Champion 1998, 1999 et 29 victoires
- Championnat espagnol de Supertourisme : Champion 1997 et 6 victoires
- ETCC : Coupe Euro STC 2000, 2001, Champion 2002 et 18 victoires
- WTCC : 4 victoires
- BTCC : Champion 2007, 2008 et 24 victoires
- S2000: Coupe 2011 - 1 victoire

## Galerie d'images

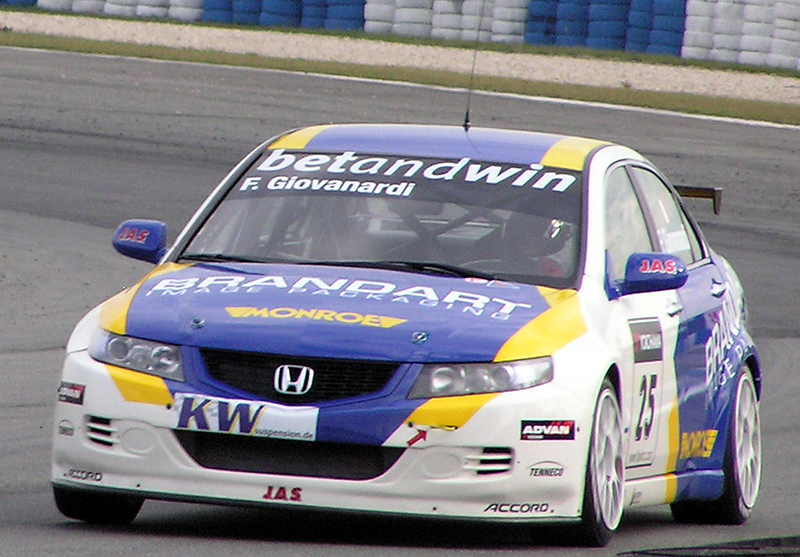
Giovanardi toujours à Curitiba en 2006;
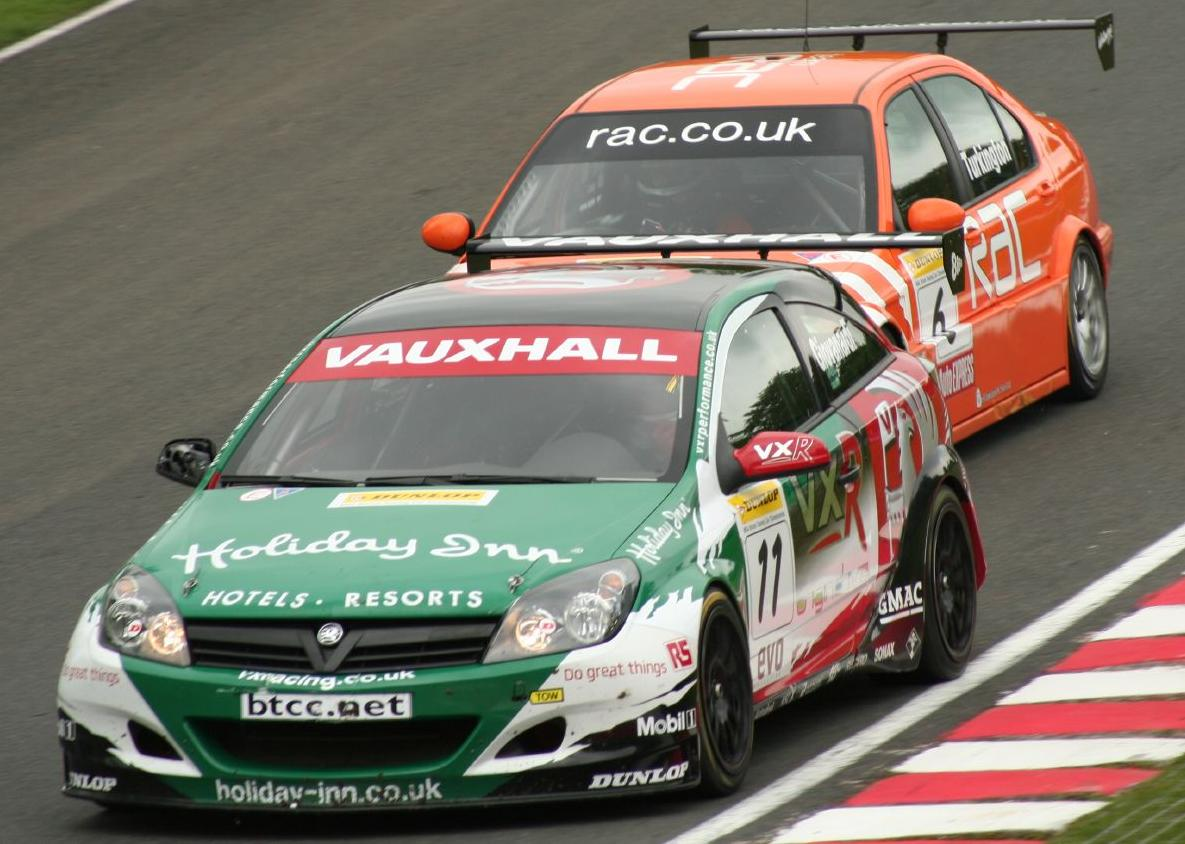
ici à Oulton Park en BTCC, durant la saison 2006;
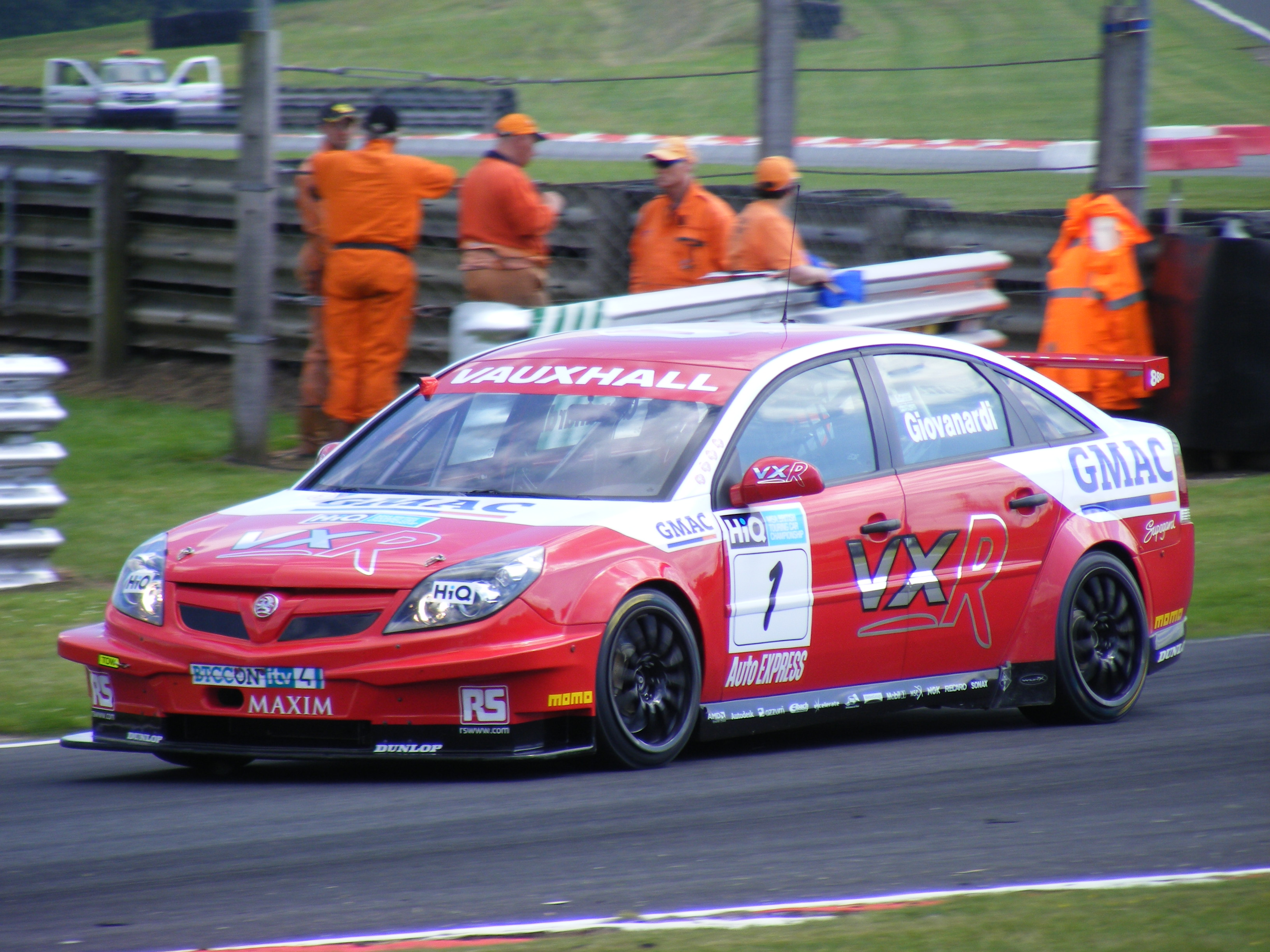
encore à Oulton Park (en 2007);
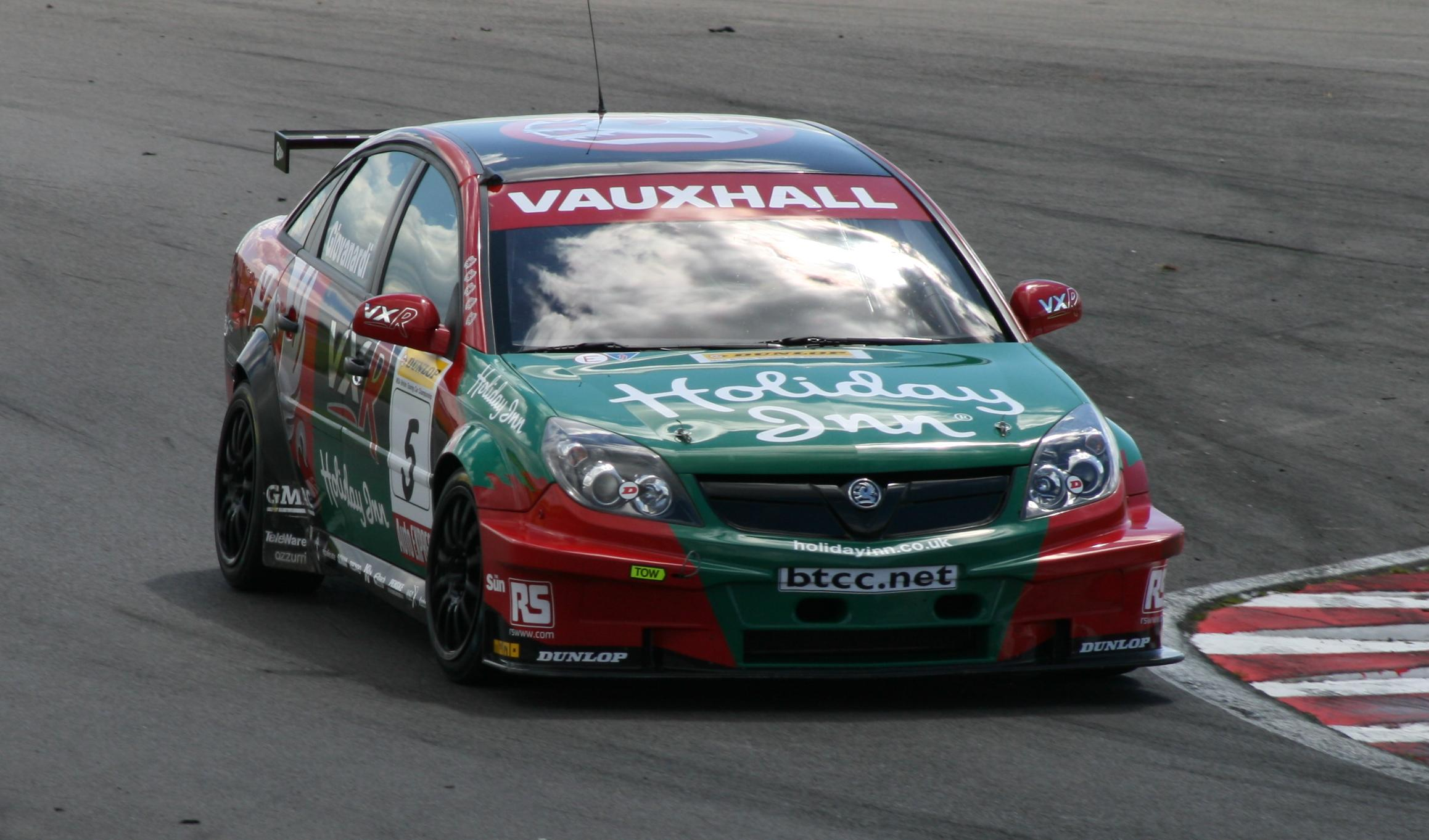
BTCC toujours, sur Vauxhall en 2007;
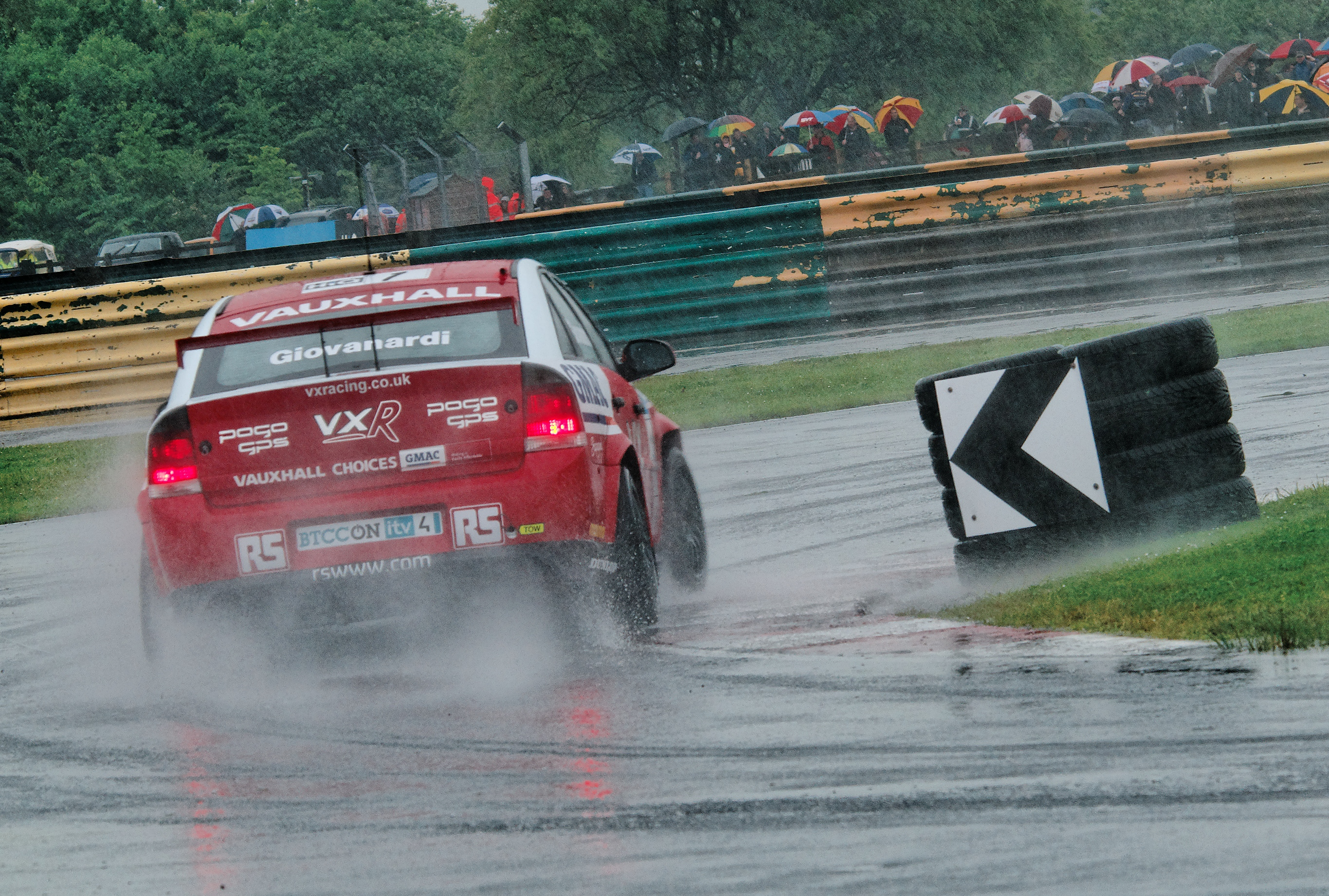
BTCC durant la saison 2008, au circuit de Croft;

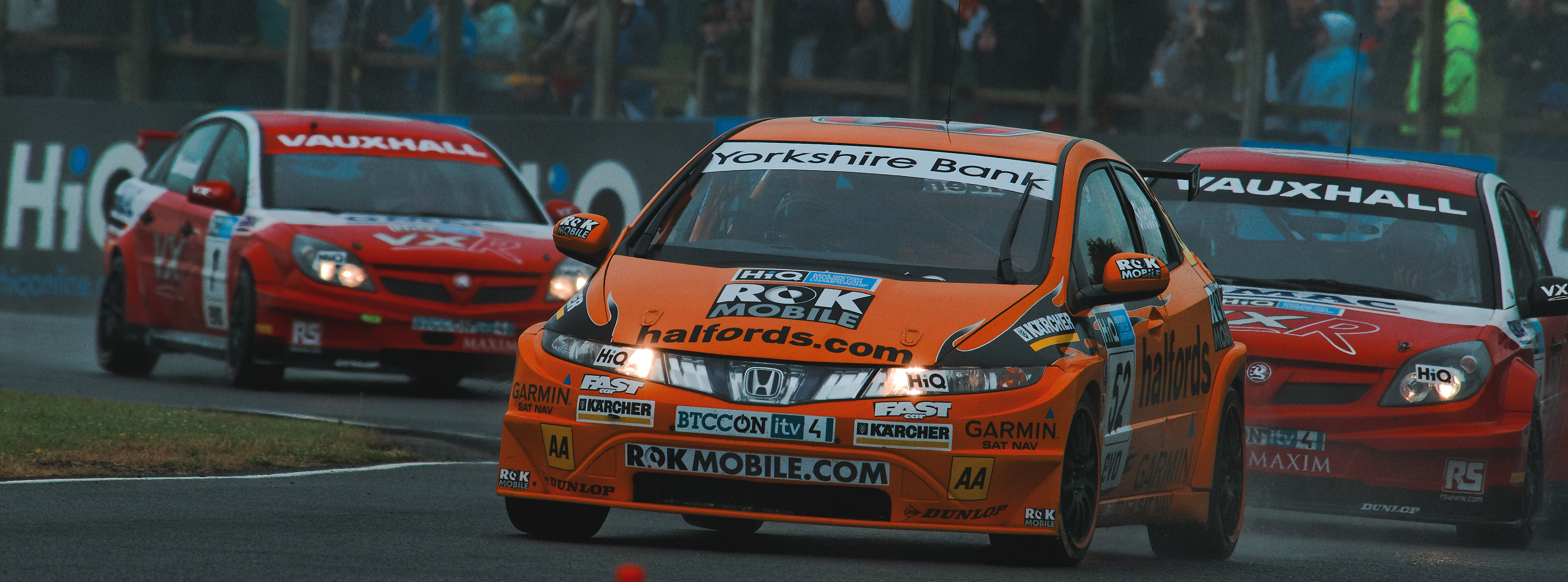
BTCC à Gordon Shedden, encore en 2008.